# Руси Божанов
Руси Божанов е участник в партизанското движение по време на Втората световна война и войната срещу Германия. Български морски офицер, капитан първи ранг, журналист, писател и драматург.

## Биография
Роден е през 1925 г. Възпитаник на пансиона за сираци в София и Варна. През 1941 г. постъпва в гимназиалния отдел на Морското училище, Варна. Там е активен член на РМС.
Като старши кадет бяга от училището и се включва в партизанското движение от пролетта на 1944 г. Партизанин и командир на чета „Стоян Едрев“, която обединява ловешки и плевенски партизани. След гибелта на Въло Йончев е командир на Партизански отряд „Васил Левски“ (Плевен) от 19 юни 1944 г.
Участва във войната срещу Германия като командир на доброволческа рота. Завършва Военноморското училище. Служи като командир на рота. Завършва школа за командири на торпедни катери в Очаков и Военноморската академия в Санкт Петербург. Командир на отряд, дивизион, началник-щаб на Българския военноморски флот (1953 – 1958). Военно аташе във Вашингтон, САЩ.
Уволнява се през 1963 г. Работи като заместник главен директор на Българската телеграфна агенция (1963 – 1967), главен редактор на в-к „Отечествен фронт“ (1971 – 1975), директор на издателство „Български художник“ (1975 – 1976), главен редактор на в-к „Литературен фронт“ (1983 – 1984). Член на Националния съвет на Отечествения фронт (1972 – 1977).

## Творчество
Автор е на пътеписа „Над Египет няма облаци“.
Книги
- - „Америка и десетте Божи заповеди“,
  - „Аз съм Токио“,
  - „Виетнамски дневник“.

Пиеси
- - „Щастливецът иде“,
  - „Знамето“,
  - „Кладата“.